# 昆 (新墨西哥州)
昆是位於美國新墨西哥州埃迪縣的非建制地區。

## 歷史
昆的郵局於1905年設立，其後於1920年停運。

## 地理
昆所處的海拔為高於海平面1871米（即5843英呎），而該地所採用的時區為UTC-7，即北美山地时区（MST）。同時該地設有夏令時間，為UTC-7調快一小時，即UTC-6（MDT）。